# Can Tarradas (Teià)
Can Tarradas és una obra eclèctica de Teià (Maresme) inclosa a l'Inventari del Patrimoni Arquitectònic de Catalunya.

## Descripció
Edifici de planta baixa, dos pisos i terrat amb una torre llanterna a la part posterior, de planta quadrada i coronada per baranes amb balustres. La façana principal està dividida verticalment en tres cossos, dels quals el central és més elevat. Aquest compta amb un coronament purament decoratiu, estructurat per una cornisa suportada per cartel·les, igual al que hi ha al damunt dels tres balcons del primer pis i de la finestra central del segon pis.
A la part esquerra de l'edifici hi ha un annex construït posteriorment. El jardí que envolta la casa havia estat un jardí senyorial, encara que avui es troba molt mal conservat.

## Història
A la façana hi ha inscrita la data de 1851 i unes inicials entrellaçades difícils de desxifrar.